# کتاب مستطاب آشپزی
کتاب مستطاب آشپزی، از سیر تا پیاز عنوان یک کتاب آشپزی اثر نجف دریابندری با همکاری همسرش فهیمه راستکار است.

## ماجرای نگارش کتاب
دریابندری پیش از چاپ کتاب در مصاحبه‌ای با منصور ضابطیان که در ضمیمه آخر هفته روزنامه حیات نو چاپ شد به نام و موضوع این کتاب اشاره کرد.
دریابندری و راستکار در زمستان ۸۶ به همراه آقای محمد زهرایی (ناشر کتاب و مدیر انتشارات کارنامه) در یکی از قسمت‌های برنامه باز هم زندگی با اجرای بیژن بیرنگ ظاهر شدند و در مورد کتاب توضیحاتی دادند.
نجف دریابندری در دوران زندان با آشپزی آشنا شد و پس از آزادی با توجه به ذائقه ماجراجوی (ذائقه ماجراجو عبارتی است که دریابندری و راستکار به کار می‌برند) وی و همسرش، آشپزی به یکی از سرگرمی‌های ایشان تبدیل شد. داستان ایده نگارش کتاب آشپزی نیز به سال‌ها پیش برمی گردد؛ به شبی که زهرایی در غیاب فهیمه راستکار مهمان دریابندری بود و در هنگام صرف شام که خوراکی مکزیکی و دست‌پخت دریابندری بود، ایده اولیه نگارش کتاب شکل می‌گیرد. فهیمه راستکار در آغاز با این کار مخالفت می‌کند اما در نهایت به مدت هشت سال در کنار دریابندری به نگارش کتاب مشغول می‌شود.

## فهرست مطالب
- پیش‌گفتار، مقیاس، پیمانه و قاشق، کارد و تخته‌برش
- بخش اول: مکتب‌های آشپزی- فصل اول: مکتب‌های مادر: ایرانی، چینی، رومی - فصل دوم: آشپزی ایرانی- فصل سوم: آشپزی هندی - فصل چهارم آشپزی ترکی و عربی- فصل پنجم: آشپزی اسپانیایی - فصل ششم: آشپزی چینی - فصل هفتم: آشپزی ژاپنی - فصل هشتم: آشپزی ایتالیایی- فصل نهم: آشپزی فرانسوی - فصل دهم: آشپزی روسی
- بخش دوم: آشپزخانه - فصل یازدهم: آشپزخانه: طرح و لوازم، فصل دوازدهم: بهداشت محیط‌زیست
- بخش سوم: مواد خوراکی - فصل سیزدهم: اجزا، فصل چهاردهم: ادویه، فصل پانزدهم: ترکیب ادویه، فصل شانزدهم: گوشت، فصل هفدهم: مرغ، فصل هجدهم: تخم‌مرغ، فصل نوزدهم: ماهی، فصل بیستم: شیر و فراورده‌های شیری، فصل بیست‌ویکم: تره‌بار، فصل بیست‌ودوم: برنج، فصل بیست‌وسوم: آبِ یخنی

کتاب دوم: دستورهای پخت‌وپز
- بخش چهارم: نوشیدنی: گرم و سرد[۳]

## ثبت ملی نویسنده
در تاریخ ۱۰ مرداد ۱۳۹۶ کمیته ملی ثبت میراث ناملموس در سالن کانون فرهنگی فجر تشکیل جلسه داد و در این جلسه نجف دریابندری به‌عنوان گنجینه زنده بشری در میراث خوراک در فهرست حاملان میراث ناملموس (نادره‌کاران) به‌ثبت رسید.